# 白金漢
白金漢（/ˈbʌkɪŋ(h)əm/ BUK-ing-(h)əm）是位於英國白金漢郡的一小型集鎮和民政教區，靠近該郡與北安普頓郡和牛津郡的邊界。2011年英國人口普查時當地有12,043人。它自10世紀白金漢郡成立以來以來一直是其郡治，直到18世紀早期才被艾爾斯伯里取代。白金汉大学位于此地。

## 歷史

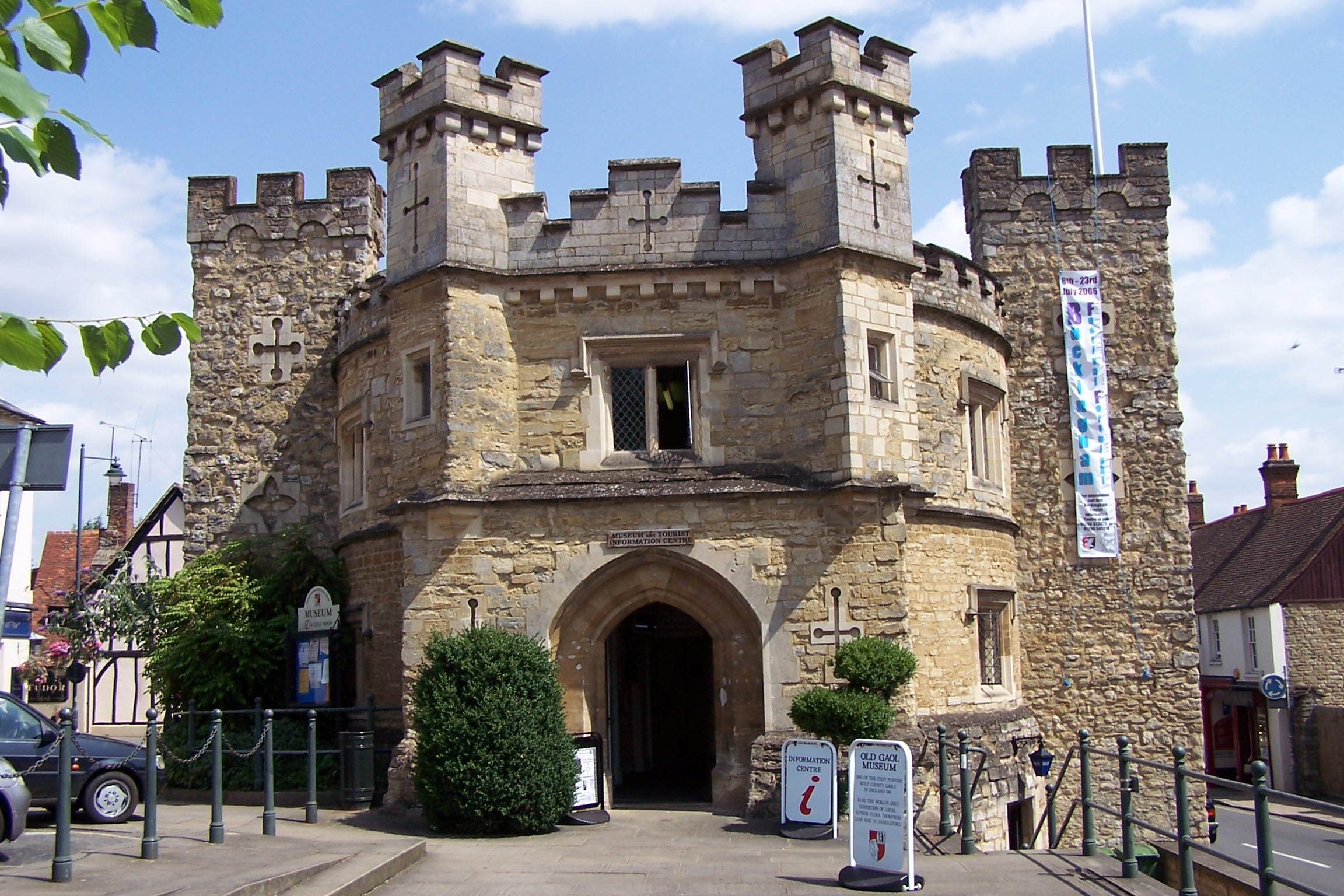
該鎮的舊郡監獄（Old County Gaol），1748年建成，現在是舊郡監獄博物館

白金漢的歷史可以追溯到7世紀，據稱其名就來自當時的一名盎格魯-撒克遜部落領袖“Bucca”，因此其名的意思就是“Bucca之民的牧場”。最初的聚居點位於大奧斯河河畔、今白金漢大學校區內的亨特街（Hunter Street）。7世紀和11世紀之間反復被撒克遜人與丹麥人攻佔。
1086年的末日審判書中，白金漢是列於白金漢郡名下第一位的聚居地，1554年接受瑪麗一世發佈的特許狀，其土地得以擴張。
1725年3月15日白金漢發生大火，當地許多建築物都在這場災難中被毀。火災之後建起了一批喬治亞式建築，形成了現在白金漢的面貌。1971年白金漢郡議會與當地議會合作成立了“白金漢開發公司”（Buckingham Development Company），開始對白金漢的市中心東南面進行開發。二十年間。結果該鎮人口從五千多增長到了到1991年的9,309人。

## 友好城市
- 法國 茹安维尔

## 外部連結
- 官方网站
- Buckingham Town Council （页面存档备份，存于）
- Visit Buckingham - Buckingham community site
- The Buckingham Society （页面存档备份，存于）